# Championnats du monde de gymnastique acrobatique 2014
Navigation
Lake Buena Vista 2012 Putian 2016
Les 24es championnats du monde de gymnastique acrobatique ont lieu à Levallois-Perret en France du 10 au 12 juillet 2014.

## Podiums
| Épreuves                             | Or                                                           | Argent                                                          | Bronze                                                                       |
| ------------------------------------ | ------------------------------------------------------------ | --------------------------------------------------------------- | ---------------------------------------------------------------------------- |
| Duos                                 |                                                              |                                                                 |                                                                              |
| Duo masculin résultats détaillés     | Konstantin Pilipchuk Aleksei Dudchenko Russie                | Ilya Rybinski Yauheni Novikau Biélorussie                       | Kieran Whittle Farai Bright-Garamukanwa Royaume-Uni                          |
| Duo féminin résultats détaillés      | Nikki Snel Eline de Smedt Belgique                           | Valentina Kim Elizaveta Dubrovina Russie                        | Claire Philouze Léa Roussel France                                           |
| Duo mixte résultats détaillés        | Revaz Gurgenidze Marina Chernova Russie                      | Dominic Smith Alice Upcott Royaume-Uni                          | Ryan Ward Kylie Boynton États-Unis                                           |
| Groupes                              |                                                              |                                                                 |                                                                              |
| Quatuor masculin résultats détaillés | Zhou Yi Wang Lei Tang Jian Wu Yeqiuyin Chine                 | Connor Bartlett Gareth Wood Daniel Cook George Wood Royaume-Uni | Valentin Chetverkin Maksim Chulkov Aleksandr Kurasov Dmitry Bryzgalov Russie |
| Trio féminin résultats détaillés     | Elise Matthews Georgia Lancaster Millie Spalding Royaume-Uni | Valeriia Belkina Victoria Ilicheva Alena Kholod Russie          | Julie van Gelder Ineke van Schoor Kaat Dumarey Belgique                      |

## Résultats détaillés

### Duo masculin

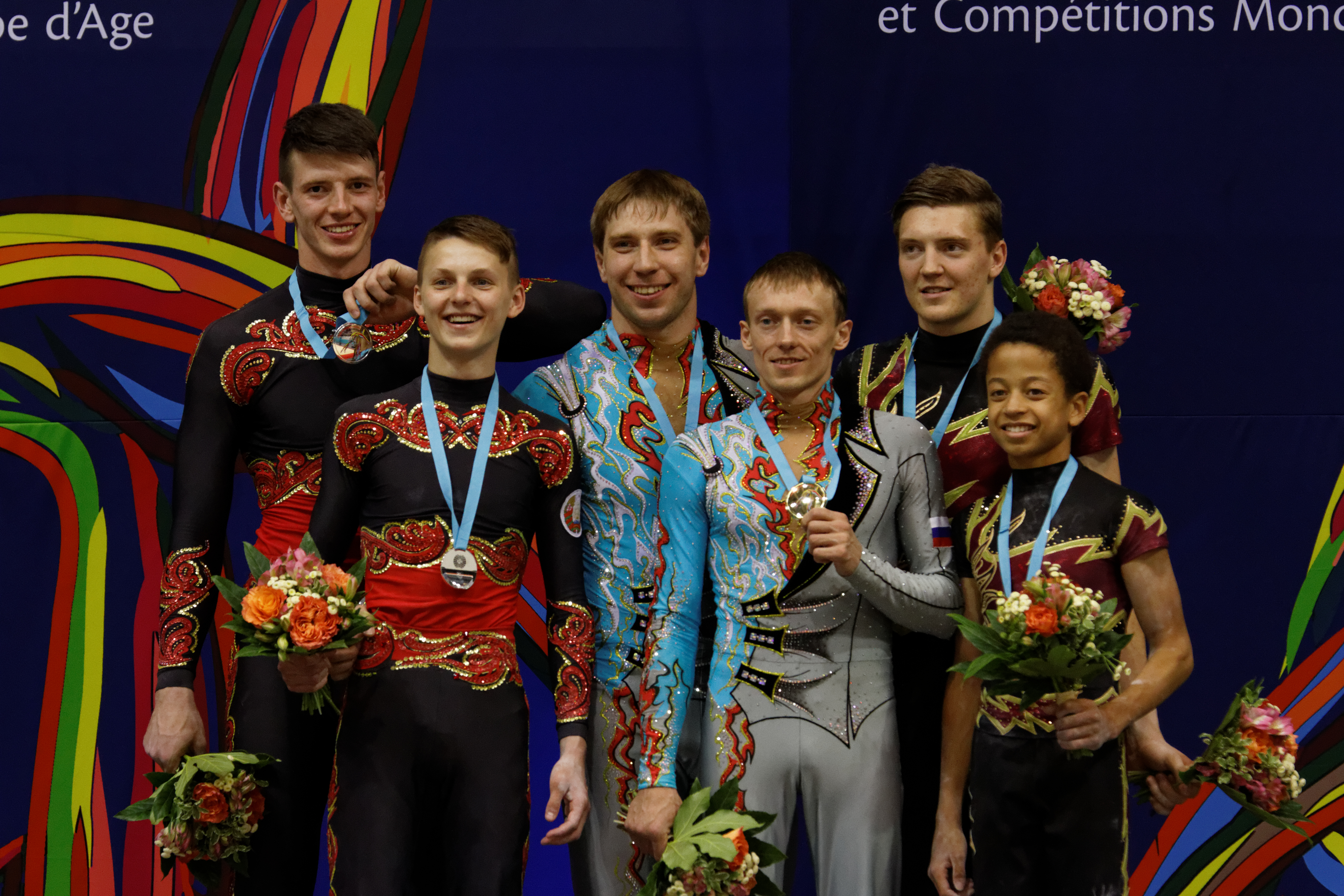
Médaillés en duo masculin

| Rang | Équipe | Pays | Points |
| ---- | ------ | ---- | ------ |
|      |        |      |        |
|      |        |      |        |
|      |        |      |        |
| 4    |        |      |        |
| 5    |        |      |        |
| 6    |        |      |        |

### Duo féminin

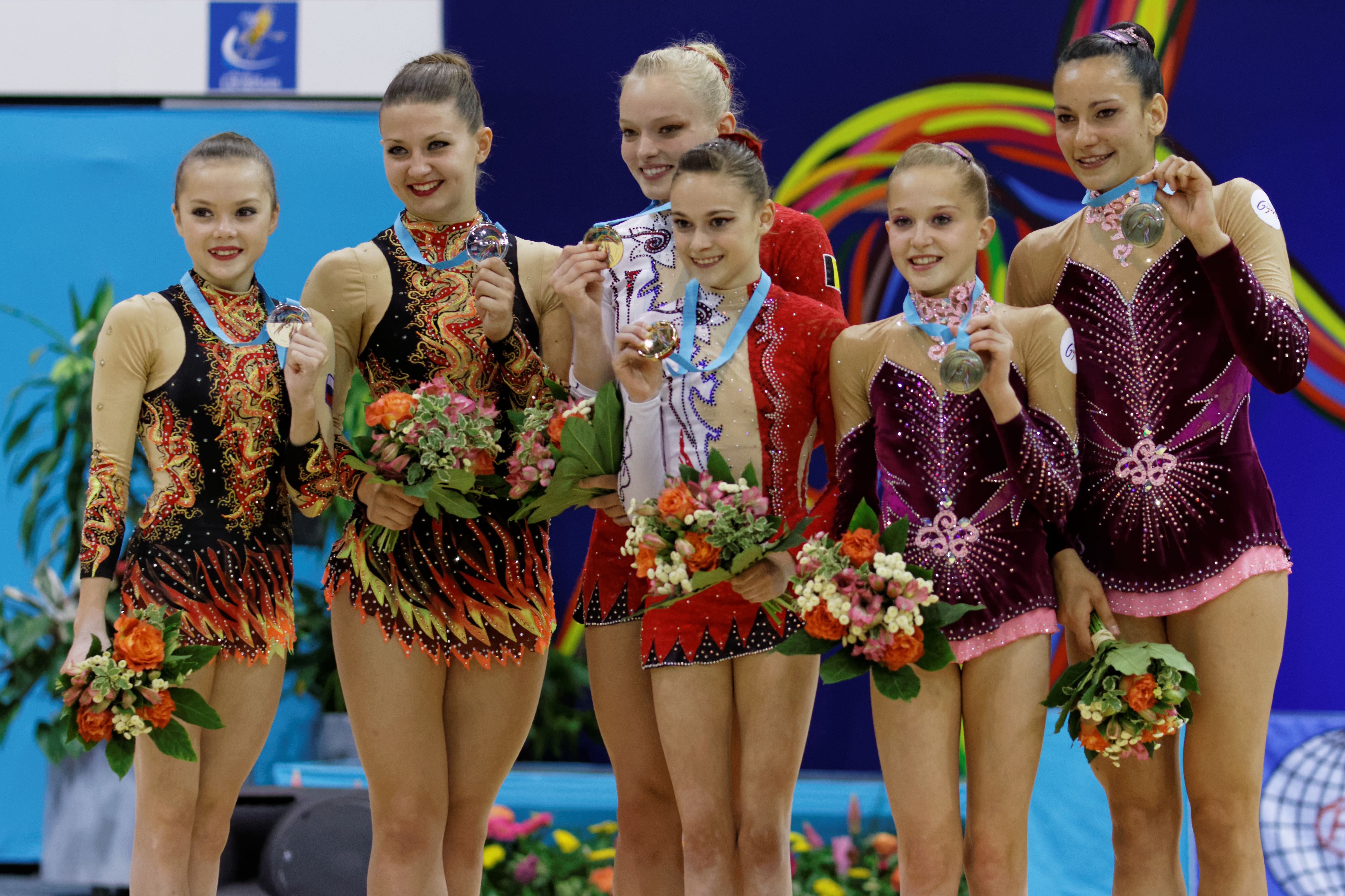
Médaillées en duo féminin

| Rang | Équipe | Pays | Points |
| ---- | ------ | ---- | ------ |
|      |        |      |        |
|      |        |      |        |
|      |        |      |        |
| 4    |        |      |        |
| 5    |        |      |        |
| 6    |        |      |        |

### Duo mixte

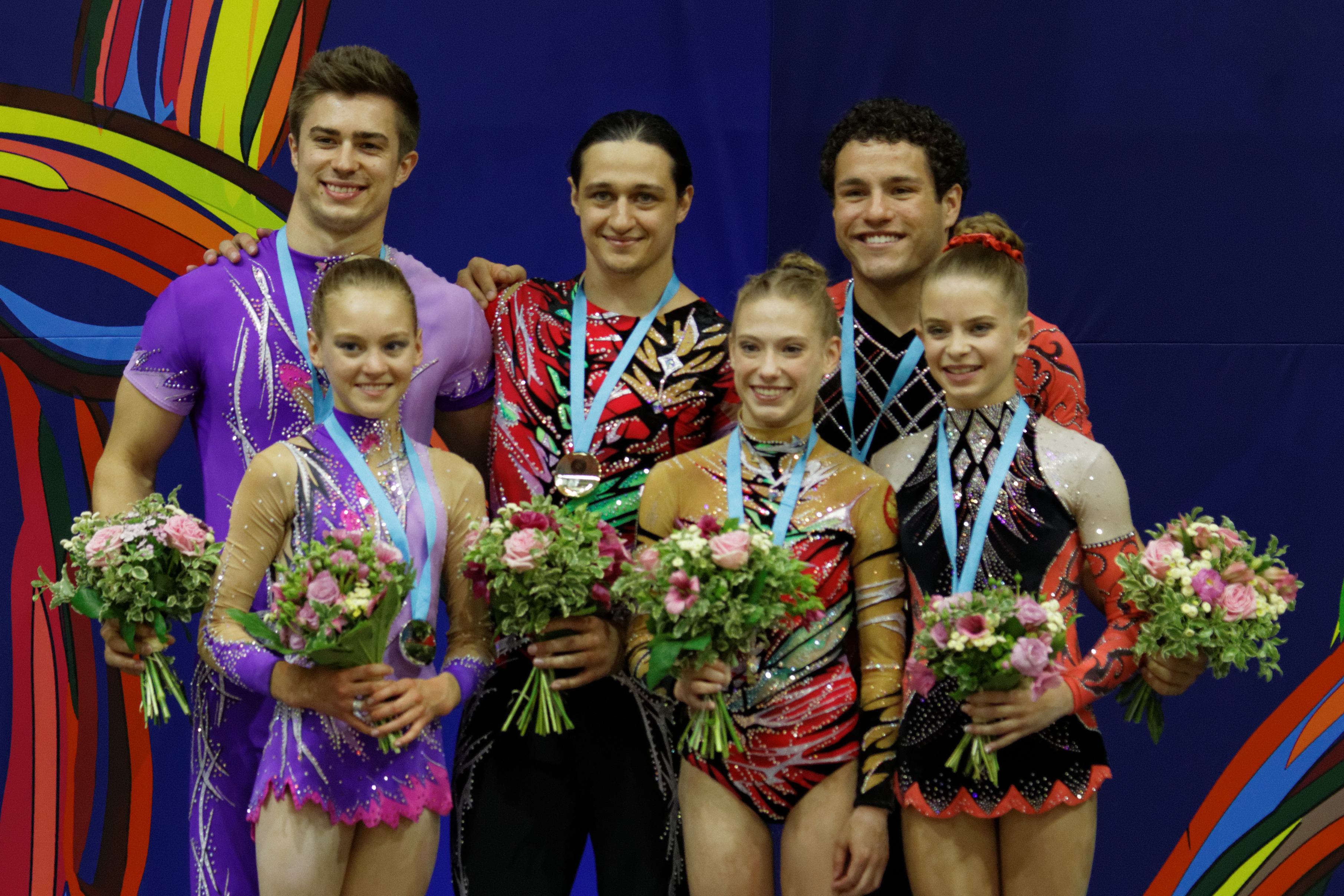
Médaillés en duo mixte

| Rang | Équipe | Pays | Points |
| ---- | ------ | ---- | ------ |
|      |        |      |        |
|      |        |      |        |
|      |        |      |        |
| 4    |        |      |        |
| 5    |        |      |        |
| 6    |        |      |        |
| 7    |        |      |        |
| 8    |        |      |        |

### Quatuor masculin

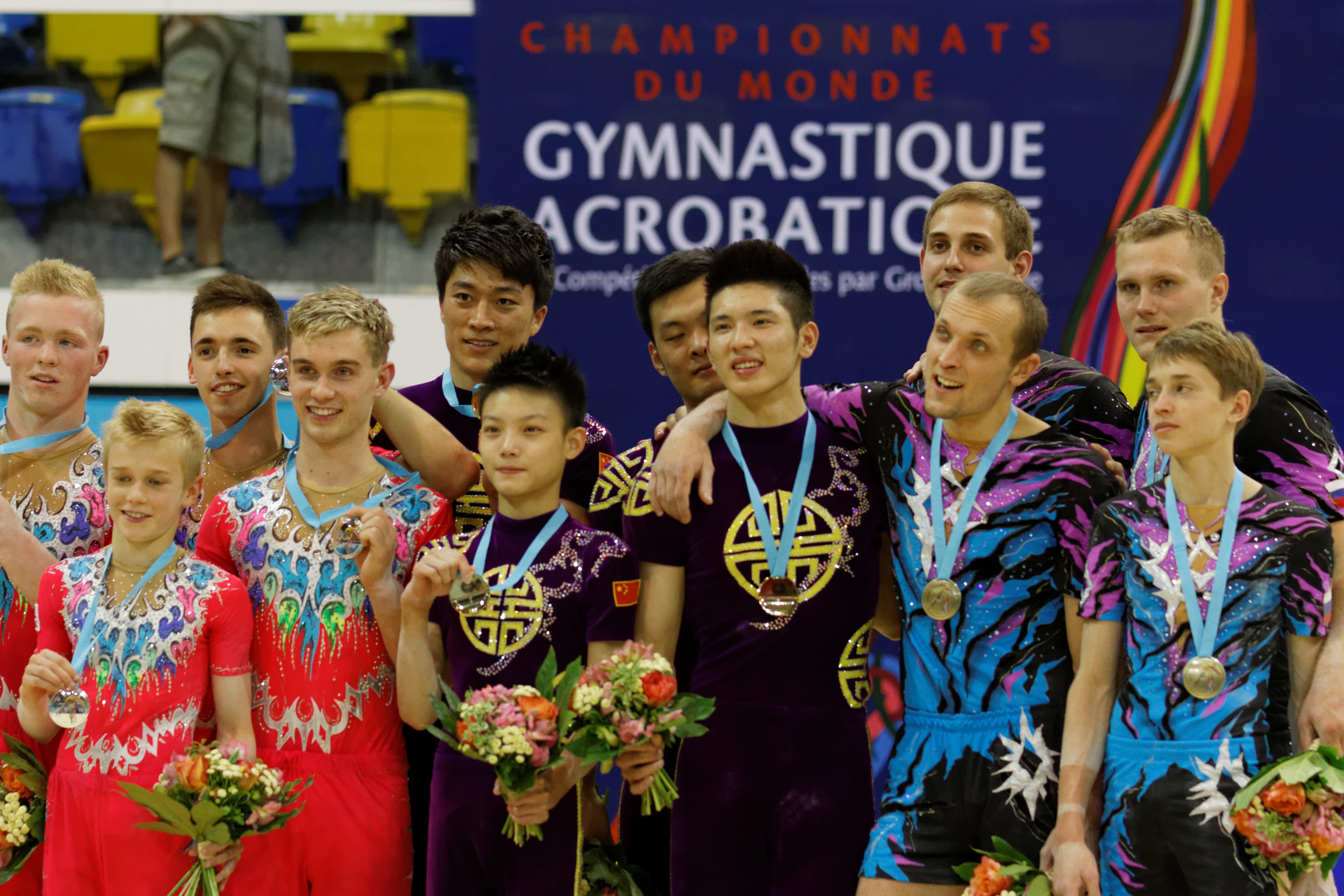
Médaillés en quatuor masculin

| Rang | Équipe | Pays | Points |
| ---- | ------ | ---- | ------ |
|      |        |      |        |
|      |        |      |        |
|      |        |      |        |
| 4    |        |      |        |
| 5    |        |      |        |
| 6    |        |      |        |

### Trio féminin

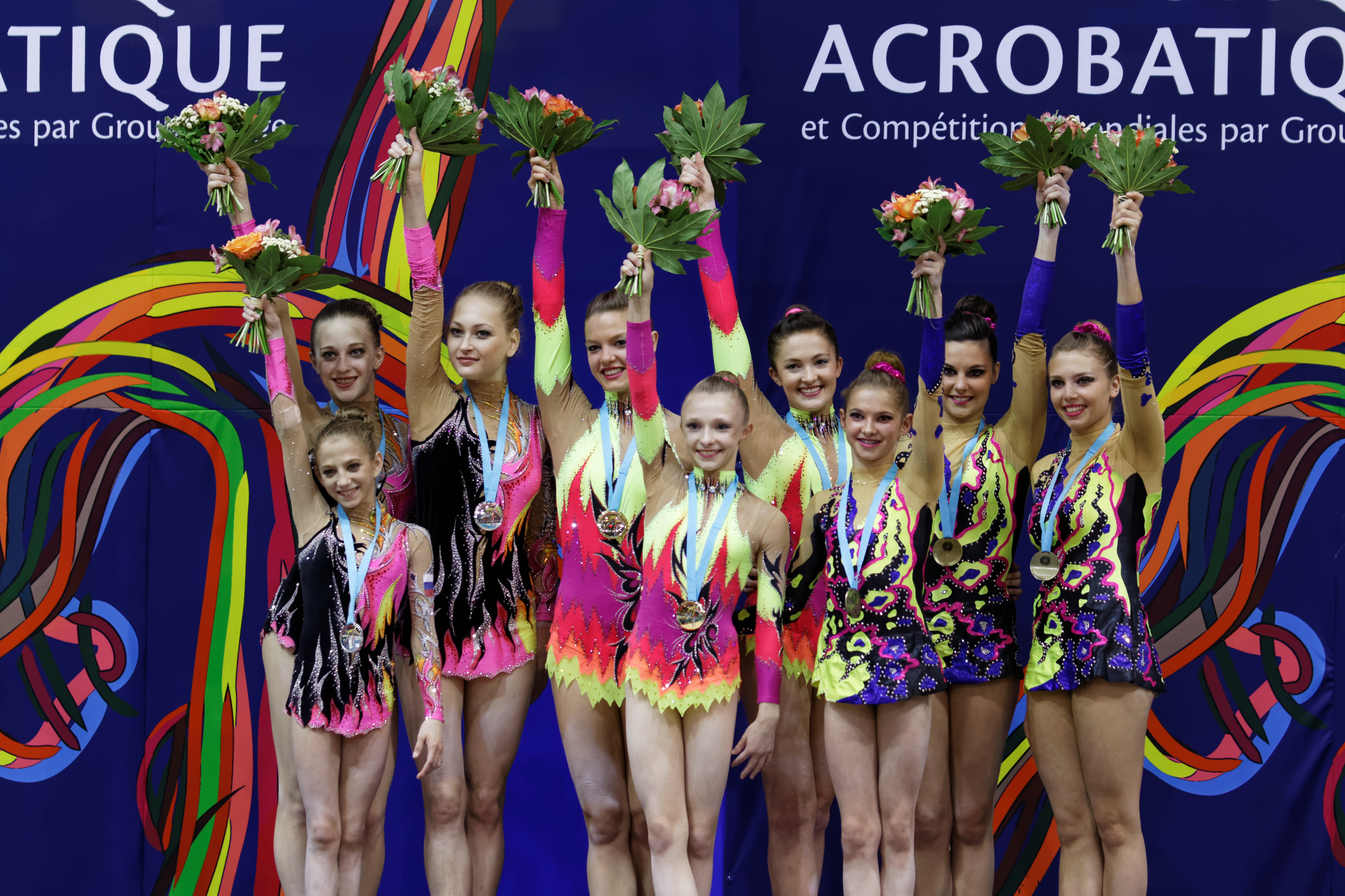
Médaillées en trio féminin

| Rang | Équipe | Pays | Points |
| ---- | ------ | ---- | ------ |
|      |        |      |        |
|      |        |      |        |
|      |        |      |        |
| 4    |        |      |        |
| 5    |        |      |        |
| 6    |        |      |        |
| 7    |        |      |        |
| 8    |        |      |        |